# Medalistki mistrzostw świata w kolarstwie torowym – madison
Pełna lista medalistek mistrzostw świata w kolarstwie torowym w madisonie kobiet.

## Medaliści
| Rok i miejsce  | Złoto                                          | Srebro                                       | Brąz                                                   | Wyniki |
| -------------- | ---------------------------------------------- | -------------------------------------------- | ------------------------------------------------------ | ------ |
| 2017 Hongkong  | Belgia Lotte Kopecky · Jolien D’Hoore          | Wielka Brytania Elinor Barker · Emily Nelson | Australia Amy Cure · Alexandra Manly                   |        |
| 2018 Apeldoorn | Wielka Brytania Katie Archibald · Emily Nelson | Holandia Kirsten Wild · Amy Pieters          | Włochy Letizia Paternoster · Maria Giulia Confalonieri |        |
| 2019 Pruszków  | Holandia Kirsten Wild · Amy Pieters            | Australia Georgia Baker · Amy Cure           | Dania Amalie Dideriksen · Julie Leth                   |        |
| 2020 Berlin    | Holandia Kirsten Wild · Amy Pieters            | Francja Clara Copponi · Marie Le Net         | Włochy Letizia Paternoster · Elisa Balsamo             |        |
| 2021 Roubaix   | Holandia Kirsten Wild · Amy Pieters            | Francja Clara Copponi · Marie Le Net         | Wielka Brytania Katie Archibald · Neah Evans           |        |
| 2022 Montigny  | Belgia Shari Bossuyt · Lotte Kopecky           | Francja Clara Copponi · Valentine Fortin     | Dania Amalie Dideriksen · Julie Leth                   |        |

## Tabela medalowa
Stan po MŚ 2022
| Miejsce | Państwo         |   |   |   | Razem |
| ------- | --------------- | - | - | - | ----- |
| 1.      | Holandia        | 3 | 1 | 0 | 4     |
| 2.      | Belgia          | 2 | 0 | 0 | 2     |
| 3.      | Wielka Brytania | 1 | 1 | 1 | 3     |
| 4.      | Francja         | 0 | 3 | 0 | 3     |
| 5.      | Australia       | 0 | 1 | 1 | 2     |
| 6.      | Włochy          | 0 | 0 | 2 | 2     |
| 6.      | Dania           | 0 | 0 | 2 | 2     |